# Hypocoela viridescens
Hypocoela viridescens är en fjärilsart som beskrevs av Louis Beethoven Prout 1930. Hypocoela viridescens ingår i släktet Hypocoela och familjen mätare. Inga underarter finns listade i Catalogue of Life.